# Премьер-министр Уганды
Премьер-министр Уганды является главой угандийского правительства.

## История
Должность премьер-министра впервые была занята в Уганде после провозглашения независимости в 1962 году. В 1963 году была образована республика президентом Мутесой II и премьер-министром Милтоном Оботе. В 1966 году Оботе приостановил действие конституции и провозгласил себя президентом. Позднее пост премьер-министра был восстановлен в 1980 году.
| Главный министр                                                      | Главный министр                  | Главный министр |
| Имя                                                                  | Годы правления                   | Годы жизни      |
| -------------------------------------------------------------------- | -------------------------------- | --------------- |
| Бенедикто Киванука                                                   | 2 июля 1961 — 1 марта 1962       | 1922—1972       |
| Премьер-министры                                                     |                                  |                 |
| Бенедикто Киванука                                                   | 1 марта 1962 — 30 апреля 1962    | 1922—1972       |
| Милтон Оботе                                                         | 30 апреля — 15 апреля 1966       | 1924—2005       |
| С 15 апреля 1966 до 18 декабря 1980 г. должность была приостановлена |                                  |                 |
| Эрифаси Отема Аллимади                                               | 18 декабря 1980 — 27 июля 1985   | 1929—2001       |
| Пауло Муванга                                                        | 1 августа 1985 — 25 августа 1985 | 1924—1991       |
| Абрахам Валиго                                                       | 25 августа 1985 — 26 января 1986 | 1928—2000       |
| Самсон Кисекка                                                       | 30 января 1986 — 22 января 1991  | 1912—1999       |
| Джордж Космас Адьебо                                                 | 22 января 1991 — 18 ноября 1994  | 1947—2000       |
| Кинту Мусоке                                                         | 18 ноября 1994 — 5 апреля 1999   | р. 1938         |
| Аполо Робин Нсибамби                                                 | 5 апреля 1999 — 24 мая 2011      | 1940—2019       |
| Амама Мбабази                                                        | 24 мая 2011 — 19 сентября 2014   | р. 1949         |
| Рукахана Ругунда                                                     | 18 сентября 2014 — 21 июня 2021  | р. 1947         |
| Робина Наббанджа                                                     | 21 июня 2021 — настоящее время   | р. 1969         |